# Větrná turbína na moři

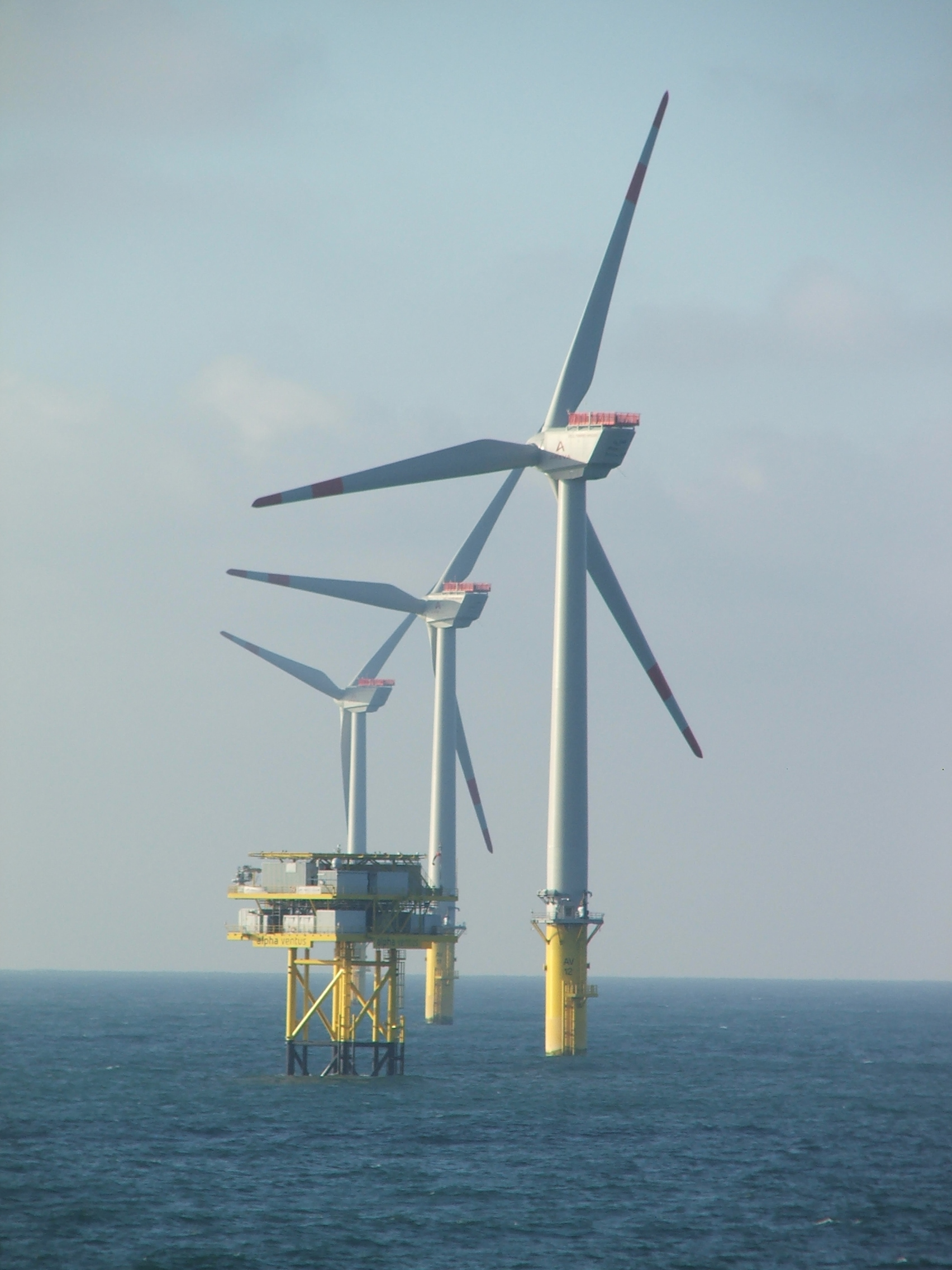
Větrné turbíny a elektrické stanice Alpha Ventus Offshore Wind Farm v Severním moři

Větrná turbína na moři je větrná elektrárna, jejíž konstrukce se nachází na vodní ploše, obvykle na mořském kontinentálním šelfu. Větrné turbíny na moři generují větší množství energie než pevninské turbíny. Je to způsobeno tím, že na moři panují vyšší rychlosti větru než na souši.  Tyto větrné elektrárny se mohou nacházet i na jiných vodních plochách, jako jsou jezera, fjordy nebo chráněné pobřežní oblasti. Mohou mít základy zabudované do dna nebo mohou být umístěné na plovoucí konstrukci, která je připoutána ke dnu. Skupiny větrných turbín tvoří větrné farmy.
Na konci roku 2017 činila celková světová kapacita větrných elektráren na moři 18,8 gigawattu (GW).  Nejvíce větrných turbín na moři se v současné době nachází v severní Evropě, zejména ve Velké Británii a Německu. Dohromady představují více než dvě třetiny celkově instalované větrné energie na moři.
Cena výroby elektřiny pomocí mořské větrné turbíny je vyšší než náklady na výrobu elektřiny pomocí větrných turbín na souši. Avšak náklady v posledních letech klesají. Od roku 2017 je mořská větrná energie v Evropě cenově konkurenceschopná s konvenčními zdroji energie. V roce 2019 byla cena 78 $ / MWh. V roce 2050 by cena měla být zhruba 50 $ / MWh. Ovšem nárůst vstupních cen způsobil, že roku 2023 je v USA cena přes 100 $ / MWh.
Větrné turbíny na moři mají koeficient ročního využití 30 % až 50 %. V roce 2020 mělo 754 větrných turbín ve Finsku celkový koeficient 29,5 % (vyrobilo 5,9 GWh). V USA byl v letech 2013 až 2016 celkový koeficient 32,2 % až 34,7 %. V roce 2015 měla údajně 44 MW větrná elektrárna Eolo v Nikaragui koeficient 60,2 %.

## Historie

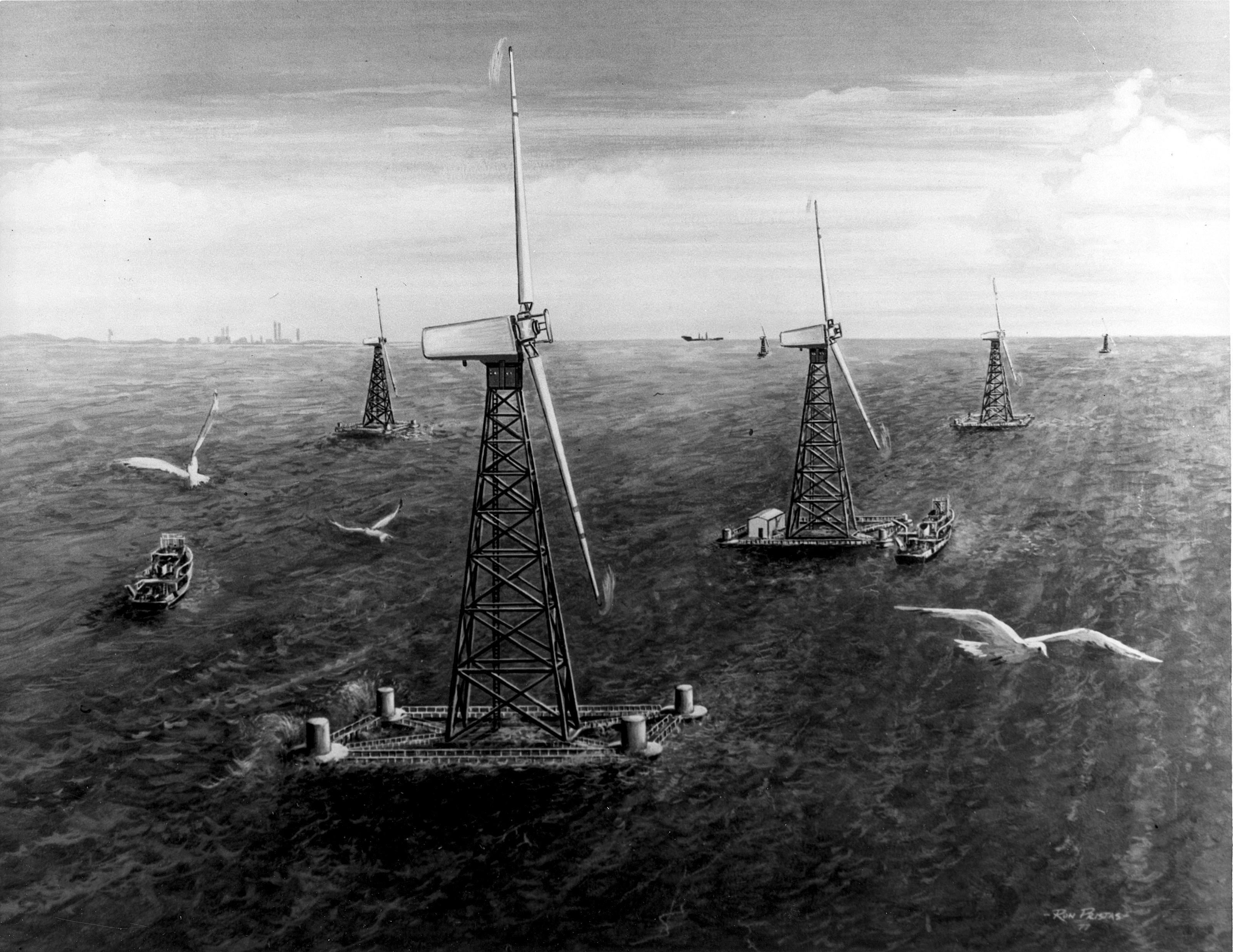
Ilustrace hypotetických větrných farem na moři v roce 1977

Evropa je světovým lídrem ve vyrábění elektřiny pomocí mořských větrných turbín. První pobřežní větrná farma Vindeby byla instalována v roce 1991 v Dánsku.  V roce 2009 byla průměrná udávaná kapacita jedné mořské větrné turbíny asi 3 MW a do budoucna se měla zvýšit na 5 MW.
V roce 2010 americká energetická informační agentura uvedla, že „elektřina získávaná pomocí větrných turbín na moři, je nejdražší technologií vyrábějící elektřinu, která se zvažuje pro rozsáhlé nasazení“.  V tomto roce byli Siemens a Vestas dodavateli větrných turbín pro 90 % elektřiny získávané na moři. DONG Energy, Vattenfall a E.on byli v té době předními provozovateli.
V roce 2011 společnost DONG Energy odhadovala, že i když větrné turbíny na moři ještě nekonkurují fosilním palivům, mohly by toho docílit za 15 let. Do té doby by bylo zapotřebí státního financování a podpory fondů. Na konci roku 2011 bylo ve vodách patřících Belgii, Dánsku, Finsku, Německu, Irsku, Nizozemsku, Norsku, Švédsku a Spojenému království 53 pobřežních větrných elektráren s provozní kapacitou 3 813 MW.  Ve výstavbě v tom roce bylo dalších 5 603 MW,  v hodnotě 8,5 miliardy EUR (11,4 miliardy USD).  V roce 2012 Bloomberg odhadl, že cena elektřiny z mořských větrných turbín dělá €161 (US$208) za MWh. 
Na konci roku 2015 bylo na 84 pobřežních větrných farmách v 11 evropských zemích nainstalováno a připojeno k síti 3 230 turbín, což představuje celkovou kapacitu 11 027 MW.  
Mimo Evropu si stanovila ambiciózní cíle Čína. Ta si vytyčila úkol, mít na moři 5 GW instalované kapacity do roku 2015 a 30 GW do roku 2020, která by zastínila kapacity v jiných zemích. V květnu 2014 však byla kapacita větrné energie na moři v Číně pouze 565 MW. 
Náklady na elektřinu získávanou na moři klesají mnohem rychleji, než se očekávalo. Do roku 2016 bylo u 4 kontraktů dosaženo nižší ceny, než jaká se předpokládala pro projekty do roku 2050.  
Přední výrobce větrných turbín, Dánská firma Vestas, představila v únoru 2021 turbínu instalovatelnou na moře o výkonu 15 MW. Jde o doposud nejvýkonnější větrnou turbínu na světě.
Společnost Mingyang Smart Energy instalovala v roce 2024 OceanX, největší dvourotorovou plovoucí větrnou turbínu na světě o výkonu 16,6 MW. Očekává se, že vyrobí 54 milionů kWh ročně.

## Vývoj
Prognózy na rok 2020 odhadovaly kapacitu větrné energie v evropských vodách na 40 GW, což by zajistilo 4 % poptávky Evropské unie po elektřině. Evropské sdružení pro větrnou energii stanovilo cíl nainstalovat 40 GW do roku 2020 a 150 GW do roku 2030.  Očekávalo se, že do roku 2020 větrné energie na moři dosáhne celosvětové kapacity 75 GW, s významnými příspěvky z Číny a Spojených států.
Organizace pro hospodářskou spolupráci a rozvoj (OECD) v roce 2016 předpověděla, že větrná energie na moři vzroste do roku 2030 na 8% oceánské ekonomiky a že její průmysl bude zaměstnávat 435 000 lidí, což přidá hodnotu 230 miliard USD. 
Pokud se fotovoltaika na moři zkombinuje s větrnými turbínami na moři, tak dodávání energie může být stabilnější.

## Druhy větrných turbín na moři

### Větrné turbíny na pevném základě

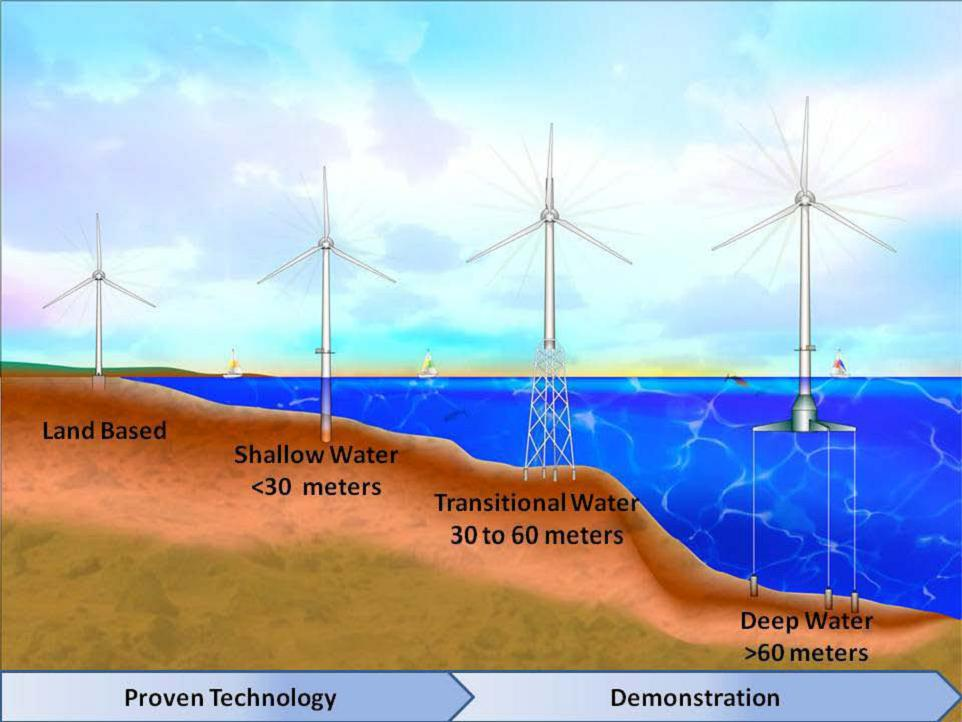
Očekávaný postup vývoje větrných turbín do hlubší vody

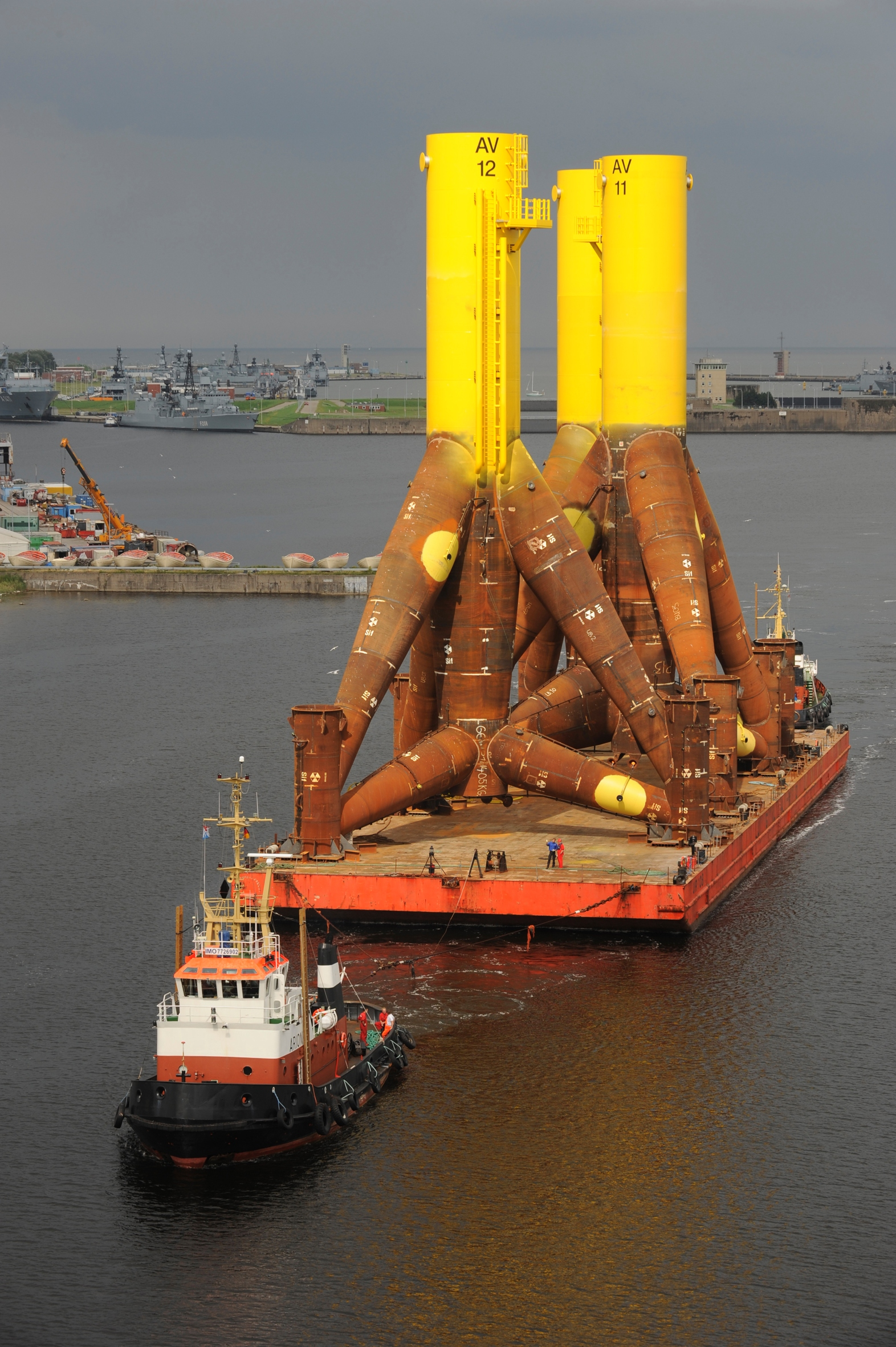
Základy s konstrukcí tří spojených pilířů pro větrné turbíny na moři v roce 2008 ve Wilhelmshavenu v Německu

Téměř všechny v současnosti provozované větrné elektrárny na moři používají turbíny s pevnou základnou, výjimkou je jen několik pilotních projektů. Větrné turbíny s pevným základem jsou fixované do dna a jsou instalovány v relativně mělkých vodách do hloubky 50–80 metrů. 
Větrné turbíny na moři vyžadují různé typy základen, které zachovávají stabilitu stavby, v závislosti na hloubce vody. K dnešnímu dni existuje řada různých konstrukcí: 
- Monopilotní základna, kterou tvoří jeden tubus zalitý betonem, uchycený přímo do dna, je používaný ve vodách do hloubky 30 metrů.
- Gravitační základová konstrukce, využívaná na exponovaných místech, ve vodě hluboké 20–80 metrů. Jedná se o dostatečně hmotný železobetonový fundament, uložený na dno, případně o systém mikropilot.
- Základ na 3 spojených pilířích, které jsou ukotvené ve dně. Je využívaný ve vodě 20–80 metrů hluboké.
- Prostorová hrázděná čtyřnožka, jenž je používaná v ropném a plynárenském průmyslu. Bývá ukotvena ve dně v hloubkách 20 - 80 metrů.

### Plovoucí mořské větrné turbíny
Pro lokality s hloubkami nad 60–80 m jsou pevné základy nehospodárné nebo technicky neuskutečnitelné. Tam je zapotřebí plovoucí větrná turbína ukotvená k mořskému dnu.   Hywind byla první plovoucí větrná turbína na světě, instalovaná v roce 2009 v Severním moři u pobřeží Norska.  První plovoucí větrnou farmou s kapacitou 30 MW se stala Hywind Scotland, která byla uvedena do provozu v říjnu 2017.

### Svislo-osé mořské větrné turbíny
Ačkoli velká většina větrných turbín na pevnině a všechny turbíny na moři, které jsou v současné době nainstalovány, mají vodorovné osy rotorů, byly pro použití v pobřežních oblastech navrženy větrné turbíny se svislou osou. Díky instalaci na moři a svému nízkému těžišti mohou být postaveny ve větší velikosti než turbíny s vodorovnou osou. Návrhy hovoří až o kapacitě 20 MW na turbínu. To by mohlo zlepšit ekonomii pobřežních větrných farem. V současné době však neexistují žádné rozsáhlé projekty tohoto druhu.

## Instalace
K instalaci základů a turbín se používají speciální zvedací plavidla. V roce 2019 se začalo se stavbou nové generace plavidel, schopných zvednout 3-5 tisíc tun do 160 metrů. 
Typický konstrukční proces pro ukotvení podmořského monopilotu, jako základu větrné turbíny, využívá lodního beranidla. To je využíváno k zatloukání velkého dutého ocelového kůlu, 25 metrů hluboko do mořského dna. Tyto kůly mohou mít až 4 metry v průměru a 50 mm tloušťku stěn. Z vnitřní části kůlu je odstraněn písek a voda a jsou nahrazeny betonem. Na okolní mořské dno jsou aplikovány větší kameny, pro dlouhodobější ochranu proti erozi.
Pro snadnou instalaci a jejich připojení k mořskému dnu se věže instalují ve dvou částech, část pod vodní hladinou a část nad vodní hladinou.  Obě části věže jsou spojeny přechodovým kusem, který je vyplněn drážkovým spojem. Spojení s drážkou pomáhá přenášet zatížení turbínové věže na stabilnější monopilotní základnu turbíny.

## Údržba

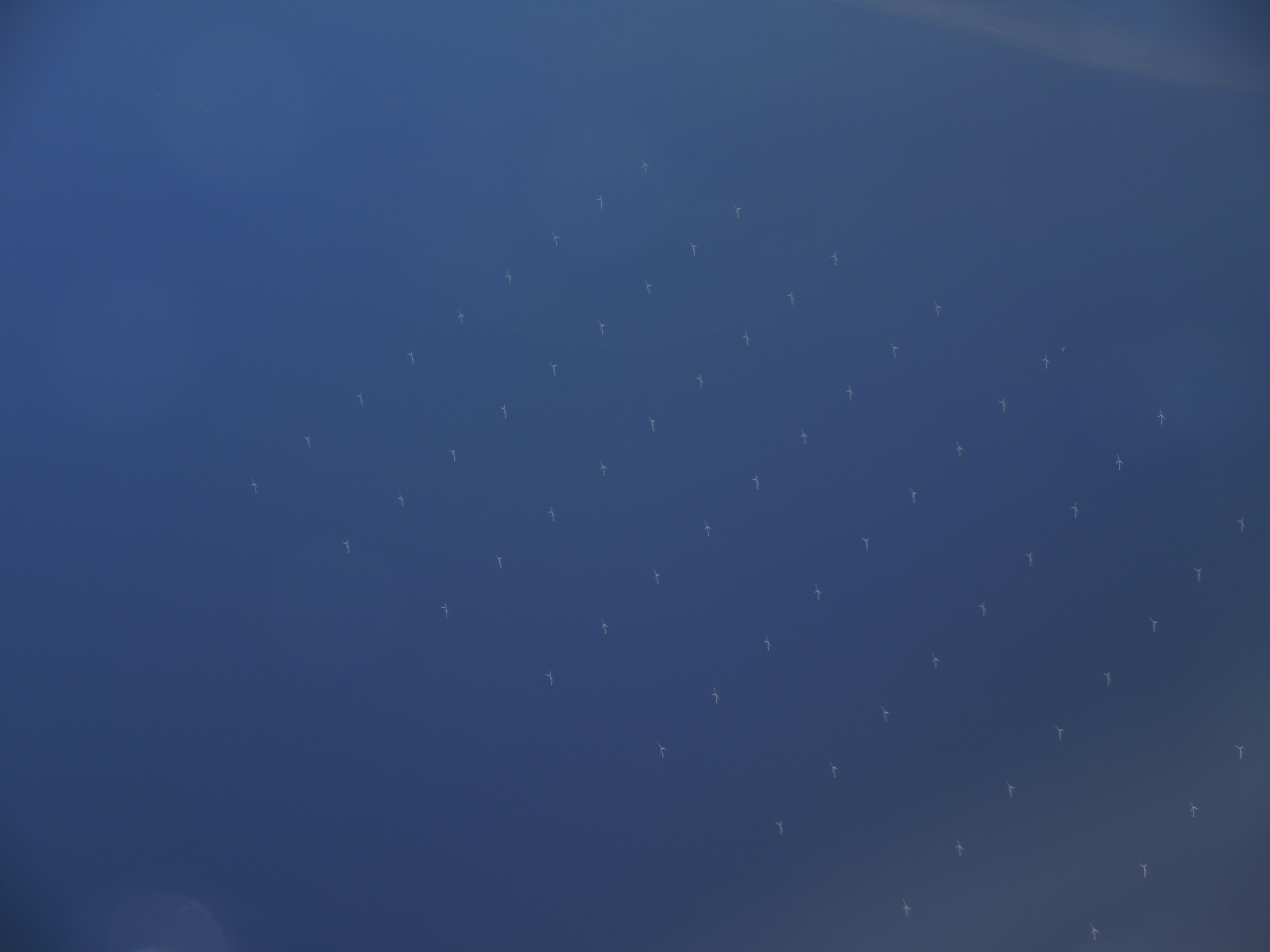
Mořské turbíny větrné farmy Rødsand ve Fehmarnském pásu, západní části Baltského moře mezi Německem a Dánskem (2010)

Turbíny na moři jsou mnohem méně přístupné. Při údržbě vyžadují použití servisního plavidla nebo vrtulníku. Pro těžší práce, jako je výměna převodovky, je zapotřebí zvedacích plavidel. Spolehlivost mořských turbín musí být tedy větší než u pevninské turbíny. Některé větrné farmy, umístěné daleko od možných pobřežních základen, mají své vlastní servisní týmy žijící v ubytovacích jednotkách na moři.
Servisní kontroly se obvykle provádí tak, že pracovníci slaňují po jednotlivých lopatkách a kontrolují je. Za jeden den zvládnout zkontrolovat jednu turbínu. Některé mořské větrné farmy kontrolují lopatky u tří turbín denně tím, že je fotografují z monopilotu přes teleobjektiv o ohniskové vzdálenosti 600 mm.  Jiní používají snímků zachycených pomocí dronů. 

## Vyřazování z provozu
Jakmile větrné turbíny na moři dosáhnou konce své životnosti, jsou odstraněny demoličním průmyslem, který je zrecykluje za cenu 7–14 milionů Kč na MW.  První větrnou farmou na moři, která byla vyřazena z provozu, byla Yttre Stengrund ve Švédsku v listopadu 2015, poté Vindeby v roce 2017 a Blyth v roce 2019.

## Dopad na životní prostředí
Větrné farmy na moři mají velmi nízký potenciál globálního oteplování na jednotku vyrobené elektřiny, srovnatelný s potenciálem větrných farem na pevnině. Turbíny na moři mají také výhodu omezeného dopadu hluku na krajinu, ve srovnání s turbínami na pevnině.
Zatímco větrný průmysl na moři se v posledních několika desetiletích dramaticky rozrostl, stále existuje značná nejistota spojená s tím, jak konstrukce a provoz těchto větrných farem ovlivňuje mořská zvířata a mořské prostředí.  Mezi běžné environmentální problémy spojené s vývojem větrných turbín na moři patří:
- Riziko, že mořští ptáci budou zasaženi lopatkami větrných turbín nebo budou vytlačeni z kritických stanovišť;
- Hluk pod vodou, spojený s instalováním monopilot do mořského dna;
- Fyzická přítomnost větrných farem na moři, která mění chování mořských savců, ryb a mořských ptáků;
- Potenciální narušení mořského prostředí v důsledku velkých projektů větrných turbín na moři. [39]

Databáze Tethys poskytuje přístup k vědecké literatuře a obecným informacím o potenciálních environmentálních dopadech větrné energie na moři. 